# 薮波駅
薮波駅（やぶなみえき）は、かつて富山県小矢部市（旧・西礪波郡砺中町）浅地にあった加越能鉄道加越線の駅（廃駅）。

## 歴史
- 1927年（昭和2年）7月10日：加越鉄道線石動駅 - 津沢駅間に開業する[1]。
- 1943年（昭和18年）1月1日：富山地方鉄道の駅となる。
- 1950年（昭和25年）10月23日：加越能鉄道の駅となる。
- 1972年（昭和47年）9月16日：加越線の廃止により廃駅。

## 駅跡
廃駅後、駅本屋とホームは撤去され、駅付属の建築物が公民館に転用されていたが既に撤去されており(撤去時期不明)、現在は加越線の廃線跡を転用した富山県道370号富山庄川小矢部自転車道線の休憩所「薮波サービスエリア」となっている。

## 隣の駅
加越能鉄道
加越線
四日町駅 - 薮波駅 - 津沢駅